# Sinopterus
Sinopterus (v překladu „čínské křídlo“) byl rod tapejaridního pterodaktyloidního ptakoještěra, který žil zhruba před 130 až 112 miliony let (období spodní křídy) na území dnešní Číny.

## Historie objevu a popis
V roce 2003 byly pojmenovány celkem dva druhy tohoto rodu, Sinopterus dongi a Sinopterus gui. Zajímavostí byla poměrně velká lebka (u holotypu 17 cm dlouhá) a bezzubé špičaté rostrum. Rozpětí křídel činilo asi 1,2 metru, šlo tedy o menší druh pterosaura. Jde o prvního příslušníka čeledi Tapejaridae, známého mimo území Brazílie (zároveň také geologicky nejstaršího a nejkompletněji zachovaného). Známé jsou i fosilie malých mláďat tohoto rodu. Jedná se patrně o zcela validní (formálně platný) rod ptakoještěra, jak dokládají i novější odborné práce.

## Růst a životní cyklus
Výzkum koster většího množství exemplářů tohoto tapejaridního pterosaura ukazuje, že pohlavní dospělosti pravděpodobně dosahovali ještě v době, kdy nebyli plně dorostlí (kostra v té době dosahovala přibližně jen 79 % své plné velikosti. Touto životní a reprodukční strategií sinopterové připomínali ptakoještěry rodu Pteranodon a Caiuajara.